# گل‌آفتابیان
گل‌آفتابیان (Cistaceae) تیره‌ای از پنیرک‌سانان (Malvales) به شکل درختچه‌ای یا علفی است که دارای برگ‌های سادهٔ کامل و میوهٔ پوشینه‌ای شیاردار هستند.